# あくび (Whiteberryの曲)
「あくび」は、Whiteberryの4枚目のシングル。

## 概要
- 1999年のミニ・アルバム『after school』に収録の「AKUBI」のリアレンジ。

## 収録曲
1. あくび (4:12)
  - 作詞：前田由紀、作曲：坂井紀雄、編曲：伊藤銀次
2. Dearest (4:14)
  - 作詞：稲月彩　作曲・編曲：坂井紀雄

## 収録アルバム
- （初） (#2)
- GOLDEN☆BEST Whiteberry (#1)